# Tokai University
Tokai University (jap. 東海大学 Tōkai Daigaku) – prywatny uniwersytet z główną siedzibą w Tokio, w Japonii.

## Opis
Uniwersytet został założony w 1942 r. przez Shigeyoshiego Matsumae (1901–1991). Wierzył on, że: „Po wojnie, rozwój i pokojowe wykorzystanie nauki i techniki są niezbędne dla rozwoju Japonii, gdzie zasoby są skromne”.
Uczelnia kładzie nacisk na niezależne myślenie, rozwijanie zdolności do autonomicznego i humanistycznego zaangażowania w tematy związane z ludźmi, społeczeństwami, historią, problemami globalnymi i cywilizacją ludzką. Tokai University zapewnia studentom szerokie spojrzenie na świat, aby zachęcić do uznania i zrozumienia innych kultur. Specjalizuje się w naukach ścisłych i technicznych. 
Nazwa „Tokai” odnosi się do morza na wschodzie, do Oceanu Spokojnego, symbolizującego szerokie perspektywy. Uczelnia składa się z siedmiu kampusów rozmieszczonych w: Sapporo w Sapporo, Takanawa i Yoyogi w Tokio, Shonan w Hiratsuka, Isehara w Isehara, Shimizu w Shizuoka i Kumamoto w Kumamoto, które składają się z 75 wydziałów, kierunków i programów. Całkowita liczba studentów wynosi około 30 tys.

## Le Mans 24 Hours

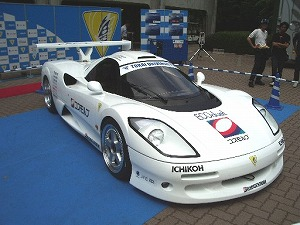
Study Car 2005

Studenci Uniwersytetu wystawili samochód Study Car do wyścigu Le Mans 24 Hours w 2008 roku. Auto pokonało tylko połowę trasy z powodu problemów ze skrzynią biegów.

## Global Green Challenge[b]

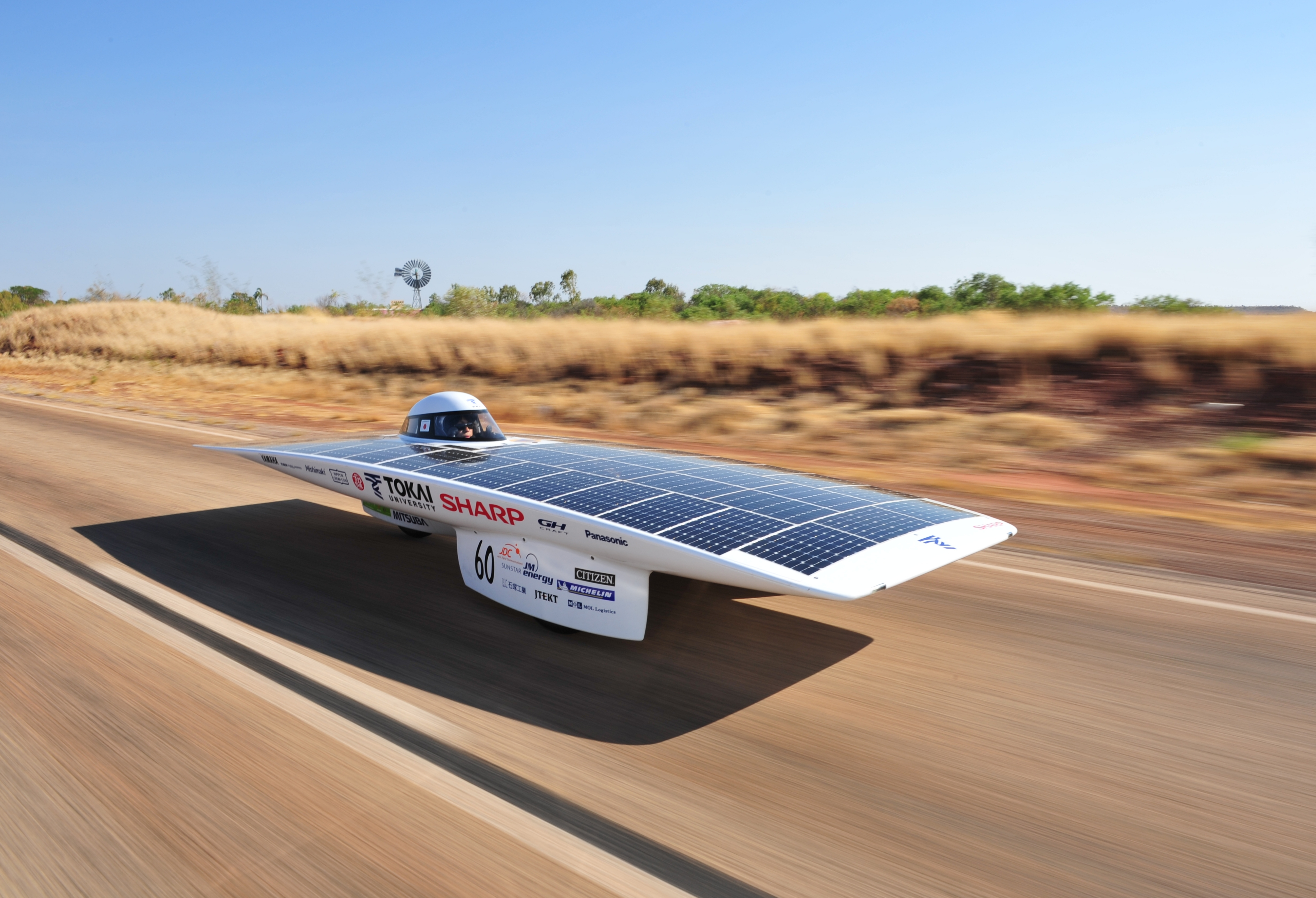
Tokai Challenger – zwycięzca World Solar Challenge

Samochód napędzany energią słoneczną o nazwie Tokai Challenger, zaprojektowany przez studentów Tokai University we współpracy z japońskimi firmami, w latach 2009 i 2011 zwyciężył w zawodach World Solar Challenge, zorganizowanych w Australii. W 2009 r. pojazd przejechał 3021 km w 29 godzin i 49 minut, ze średnią prędkością 100,54 km/godz., a w 2011 r. – 2998 km w 32 godziny i 45 minut, z prędkością 91,54 km/godz.. 
Tokai Challenger został także zwycięzcą South African Solar Challenge w Południowej Afryce w latach 2008 i 2010.

## Galeria

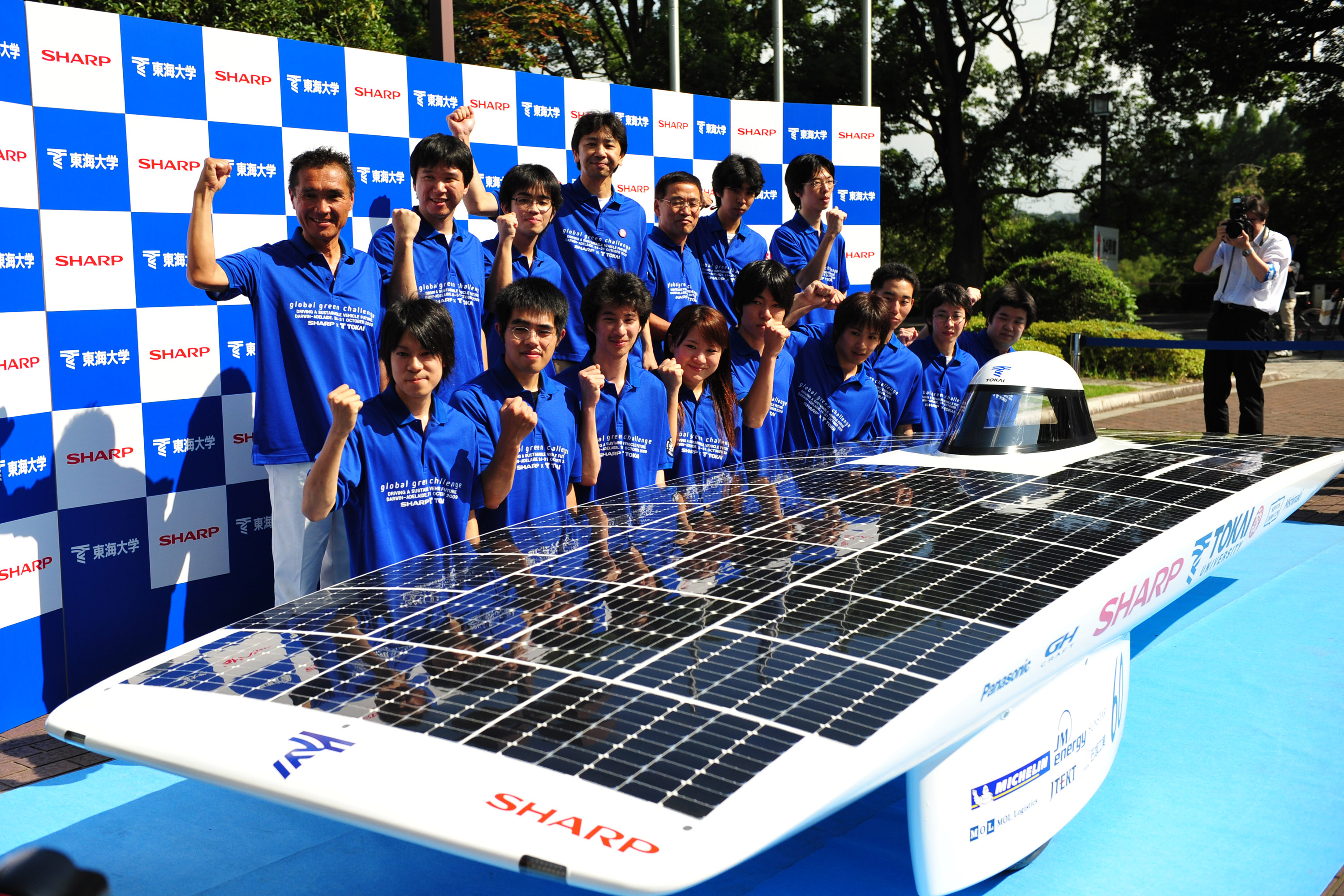
Twórcy pojazdu Challenger
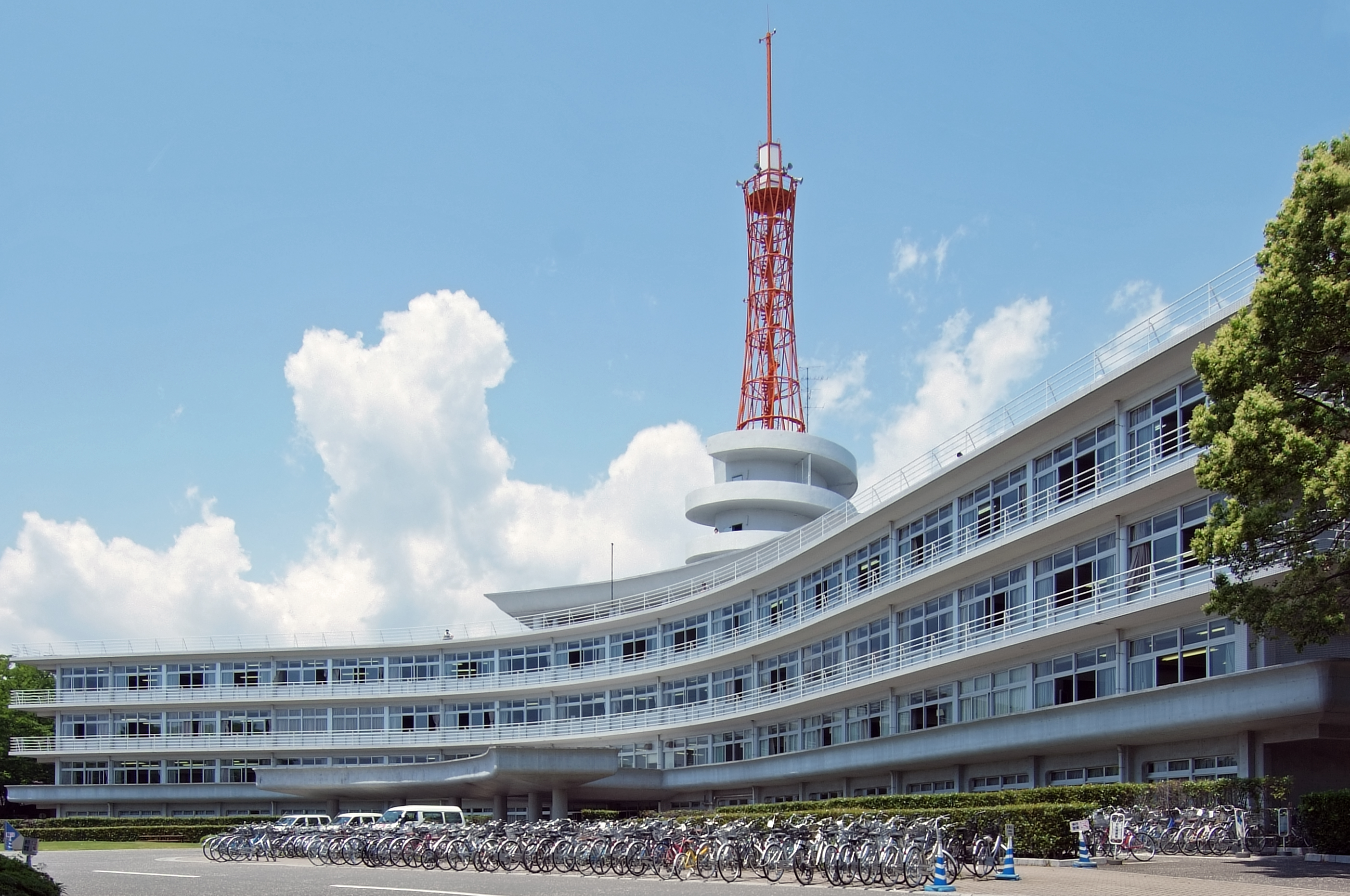
Kampus Shonan
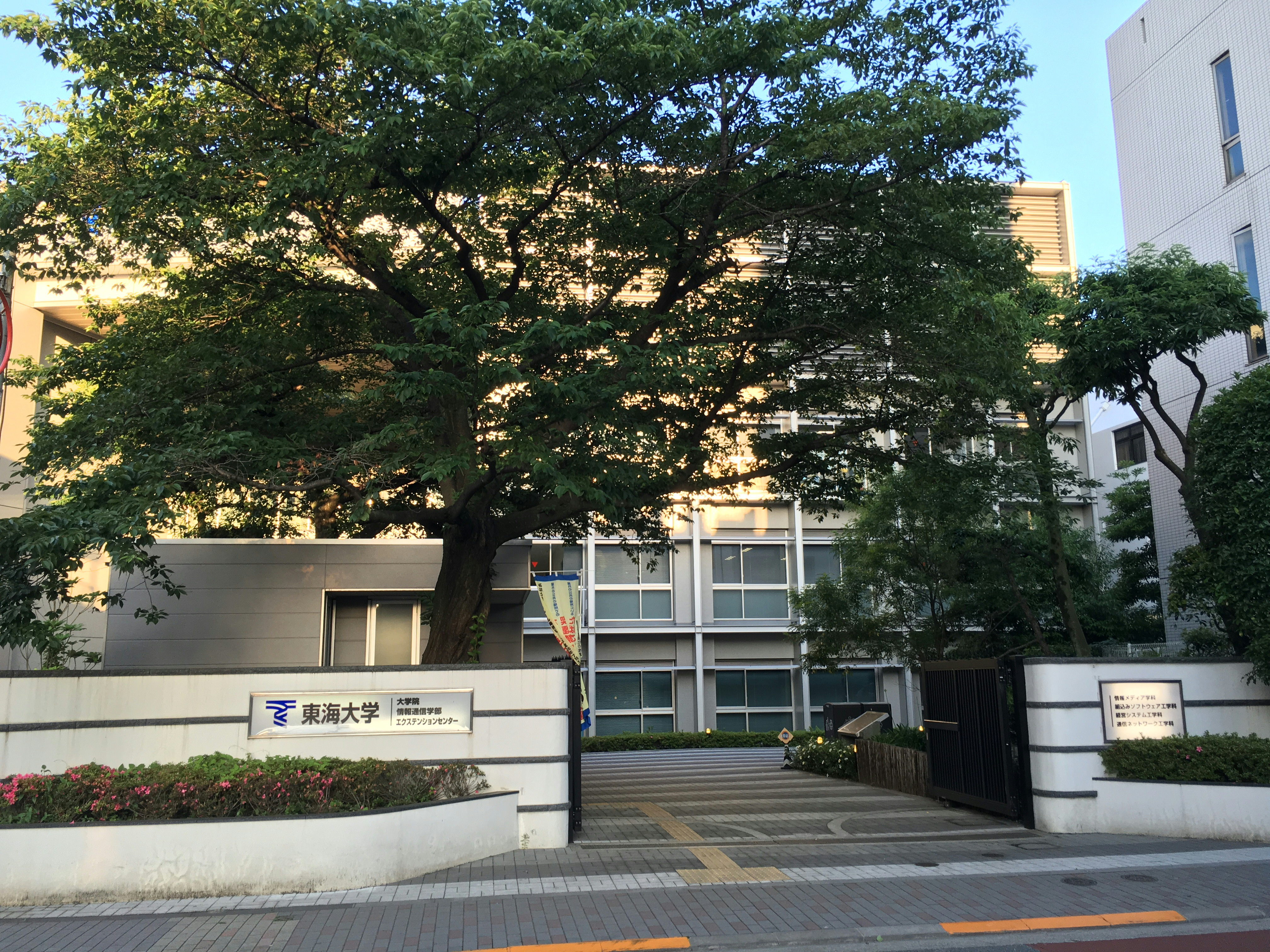
Kampus Takanawa
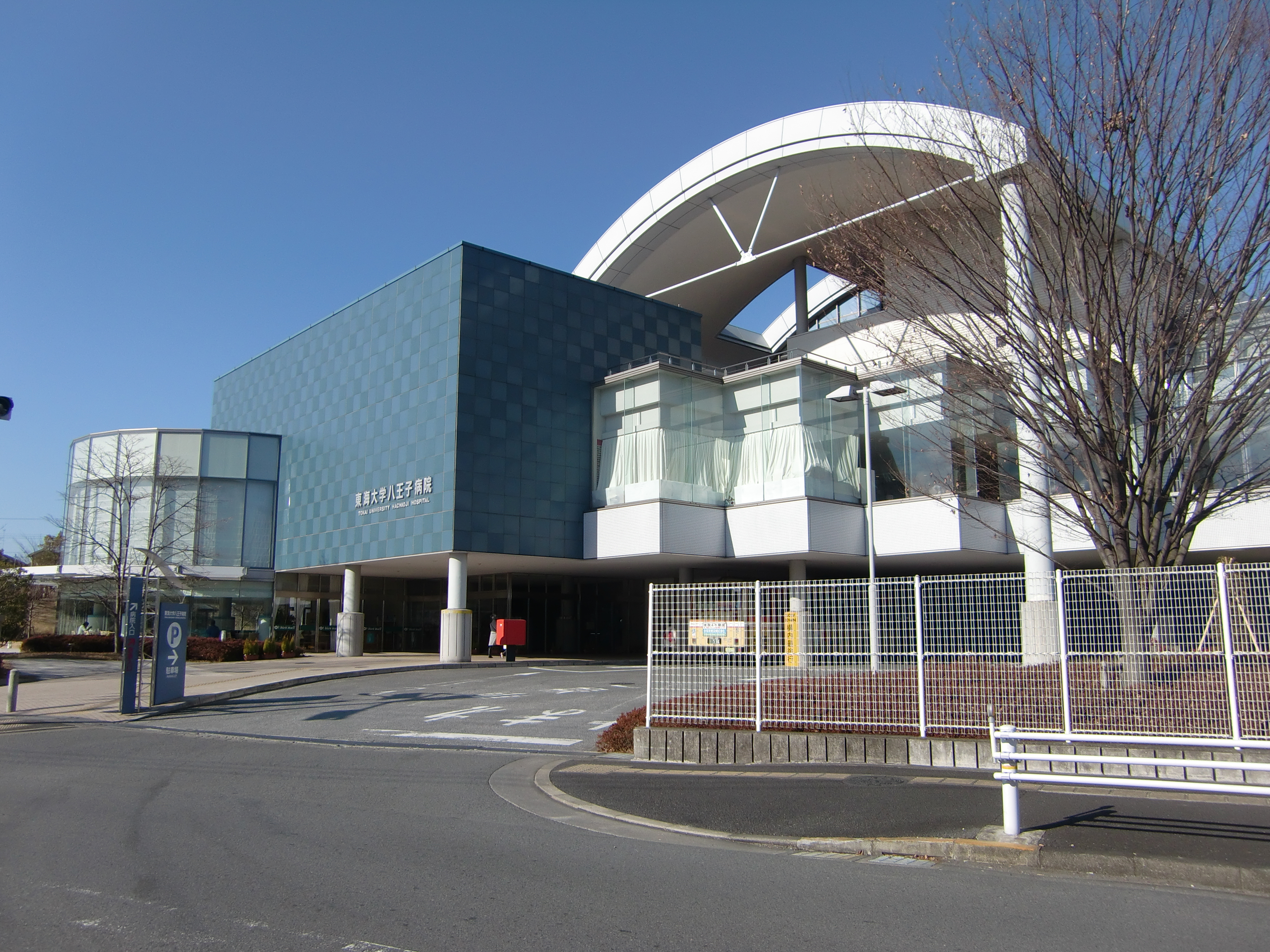
Szpital uniwersytecki w Hachiōji